# Androcalymma glabrifolium
Genre
Espèce
Classification phylogénétique
Androcalymma glabrifolium est une espèce de plantes à fleurs dicotylédones de la famille des Fabaceae, sous-famille des Caesalpinioideae, endémique du Brésil. C'est l'unique espèce acceptée du genre Androcalymma (genre monotypique).